# Anders Weidemann
Anders Mattias Weidemann, född 13 januari 1971 i Mölndal, är manusförfattare, producent och dramaturg.
Han har skrivit novellfilmen Headhunter, dramaserierna Leende guldbruna ögon, Sanningen om Marika, Om ett hjärta, Mannen under trappan, 30 grader i februari, Björnstad, samt originalmanus till långfilmen Monky.
Som den förste svenska showrunnern i USA skapade han 2019 den multi-linjära dramaserien Interrogation åt amerikanska CBS All Access.
Dottern Viola spelar Wilda i 30 grader i februari.

## Filmografi
- 2000 – Ensamhet är konstens livmoder
- 2003 – Män emellan
- 2004 – Headhunter
- 2007 – Leende guldbruna ögon
- 2007 – Sanningen om Marika
- 2008 – Om ett hjärta
- 2009 – Mannen under trappan
- 2017 – Monky
- 2020 – Björnstad
- 2020 – Interrogation